# Fanfare of Adolescence
Fanfare of Adolescence (jap. 群青のファンファーレ Gunjō no Fanfare) ist eine Anime-Fernsehserie des Studios Lay-duce aus dem Jahr 2022. Die Sport-Serie erschien parallel zu ihrer Ausstrahlung in Japan über den Streamingdienst Crunchyroll international, unter anderem mit deutschen Untertiteln. Die Serie erzählt vom Leben mehrerer Jugendlicher an einer Akademie für Jockeys.

## Inhalt
Obwohl er als junges Idol im Musikgeschäft erfolgreich ist, verlässt Yū Arimura (有村優) mit 15 Jahren seine Gruppe „Mister Doctor“ und geht an eine Akademie, die Jockeys für Pferderennen ausbildet. Seine Agentur hat dem nur unter der Bedingung zugestimmt, dass er als Jockey seine Vertragsstrafe abzahlt und seine weitere Laufbahn durch die Agentur verwerten lässt. So ist er ständig weiter unter deren Beobachtung, eine Dokumentation wird über seinen Schulalltag gedreht und viele seiner Fans und auch die Agentur gehen davon aus, dass Arimura bald ins Showgeschäft zurückkehrt. Die öffentliche Aufmerksamkeit lässt lange nicht nach und wird so auch zu einer Belastung für ihn und zum Grund für die Missgunst einiger Mitschüler. So ist Aki Kyōriki besonders abweisend, stellt sich später aber als Fan von „Mister Doctor“ heraus, der den Abgang seines Idols nicht verwinden konnte. Besondere Unterstützung und Vorbild für alle Schüler ist Shun Kazanami (風波駿), der ein gutes Gespür im Umgang mit den Pferden zeigt, der beste Reiter ist und mit seiner sanften Art die Klasse zusammenhält. Der etwas später dazustoßende Amane Grace (天音・グレイス), der aus Europa kommt, schaut dagegen zunächst auf alle außer Shun herab.
Im Laufe des ersten Jahres lernt die Klasse von acht Schülern nicht nur die Grundlagen des Reitens, sondern auch einander besser kennen und schätzen. Nachdem sie sich endlich gut verstehen, stellt ein Unfall Arimuras mit Hayato Hosho die weitere Laufbahn der beiden in Frage. Während Hayato, als dessen Vater sich einer der Lehrer herausstellt, durch seine Schuldgefühle schließlich die Schule verlässt, wird der schwerer verletzte Arimura von seiner Agentur dazu gedrängt. Mit vereinten Kräften und trotz Verbot können seine Freunde aber zu ihm durchdringen und die Begeisterung für das Reiten neu entfachen, sodass auch Arimuras Managerin ihm die Rückkehr an die Schule nicht verwehren kann. Er wird endgültig aus der Agentur entlassen und kann die Schule fortsetzen.
Im nächsten Jahr durchlaufen die Schüler ihr Training auf Gruppen aufgeteilt in zwei Turnierställen. Durch sein Gespür für die Tiere, fast als könne er direkt mit ihnen sprechen, tut sich hier vor allem Kazanami hervor. Amane dagegen eckt mit seinem Ego an und darf eine Zeit lang gar nicht reiten, ehe er sich besinnt und doch widerwillig den Trainern unterordnet. Kazanami beeindruckt auch die Trainer und hilft ihnen sogar dabei, die Probleme einiger Pferde aufzuspüren. Doch als ein ihm besonders ans Herz gewachsenes Pferd kurz vor seinem Ruhestand nach einer Verletzung stirbt, ist er davon so hart getroffen, dass er wegläuft. Auf dem Gestüt, von dem das Pferd stammt, sucht er seinen Frieden damit zu machen und kann dank Arimuras Unterstützung schließlich weitermachen. Im letzten Jahr bereiten sich alle auf ihren Abschluss und die Testrennen vor. Sie haben sich deutlich weiterentwickelt, sind aber dennoch vom Ablauf ihrer ersten Rennen überrascht, bei denen nicht alles so läuft, wie sie es sich vorgestellt haben. Jeder der Schüler findet seine eigene Motivation, zum Abschluss seine beste Leistung zu zeigen. Zum Abschluss-Rennen offenbart Kazanami Arimura, dass dies auch sein letztes sein soll, da er sich lieber der Ausbildung und dem Training widmen will und nicht Reiter werden.

## Produktion und Veröffentlichung
Der Anime wurde entwickelt vom Team Fanfare sowie dem Verwerter Aniplex und produziert beim Studio Lay-duce. Regie führte Makoto Katō und für die Kameraführung war Keiichi Saito verantwortlich. Das Charakterdesign stammt von Hiro Kanzaki und die künstlerische Leitung lag bei Tomoe Ookubo. Die Tonarbeiten leitete Masanori Tsuchiya.
Die Serie wurde erstmals im August 2021 während der Übertragung eines Pferderennens angekündigt. Die 13 je 24 Minuten langen Folgen wurden vom 2. April bis 25. Juni 2022 von den Sendern Tokyo MX, BS11, Gunma TV, Tochigi TV, MBS und AT-X in Japan ausgestrahlt. Parallel erfolgte die internationale Veröffentlichung über die Plattform Crunchyroll mit Untertiteln in diversen Sprachen, darunter Deutsch und Englisch.

### Synchronisation
| Rolle           | japanische Stimme (Seiyū) |
| --------------- | ------------------------- |
| Yū Arimura      | Shōgo Yano                |
| Shun Kazanami   | Shimba Tsuchiya           |
| Amane Grace     | Natsuki Hanae             |
| Kōta Maki       | Chiaki Kobayashi          |
| Hayato Hosho    | Toshiyuki Toyonaga        |
| Eri Shimotsuki  | Inori Minase              |
| Sōjirō Sakuraba | Tatsumaru Tachibana       |
| Aki Kyōriki     | Yōjirō Itokawa            |

### Musik
Die Musik der Serie wurde komponiert von Hiroyuki Sawano. Der Vorspann wurde unterlegt mit dem Lied Move The Soul von JO1 und das Abspannlied ist Outsiders von SawanoHiroyuki[nZk] mit Junki Kōno und Shō Yonashiro.